# 菅生 (村田町)
菅生（すごう）は、村田町北東部の大字である。

## 地理
周囲を山岳に囲まれた小盆地に位置する。

### 位置
柴田郡、村田町の北東端に位置し、名取川支流で北流する坪沼川(菅生川)の源流部にあたる。
北を名取郡の坪沼（現：仙台市）、東を名取郡の笠島（現：名取市）、南を柴田郡の入間田（現：柴田町）と小泉（現：村田町）、西を柴田郡の支倉（現：川崎町）と接する。

古くから笠島村樽水沢（現在の名取市、長町と中田、増田と岩沼方面）、坪沼方面、村田方面、笹谷街道碁石方面（支倉方面）に街道が伸び交通の要所とされ封内風土記では「有市店」と記されている。また笠島から来た街道沿いには町場が形成され伝馬、歩夫が行われ尚重要な地点とされた。

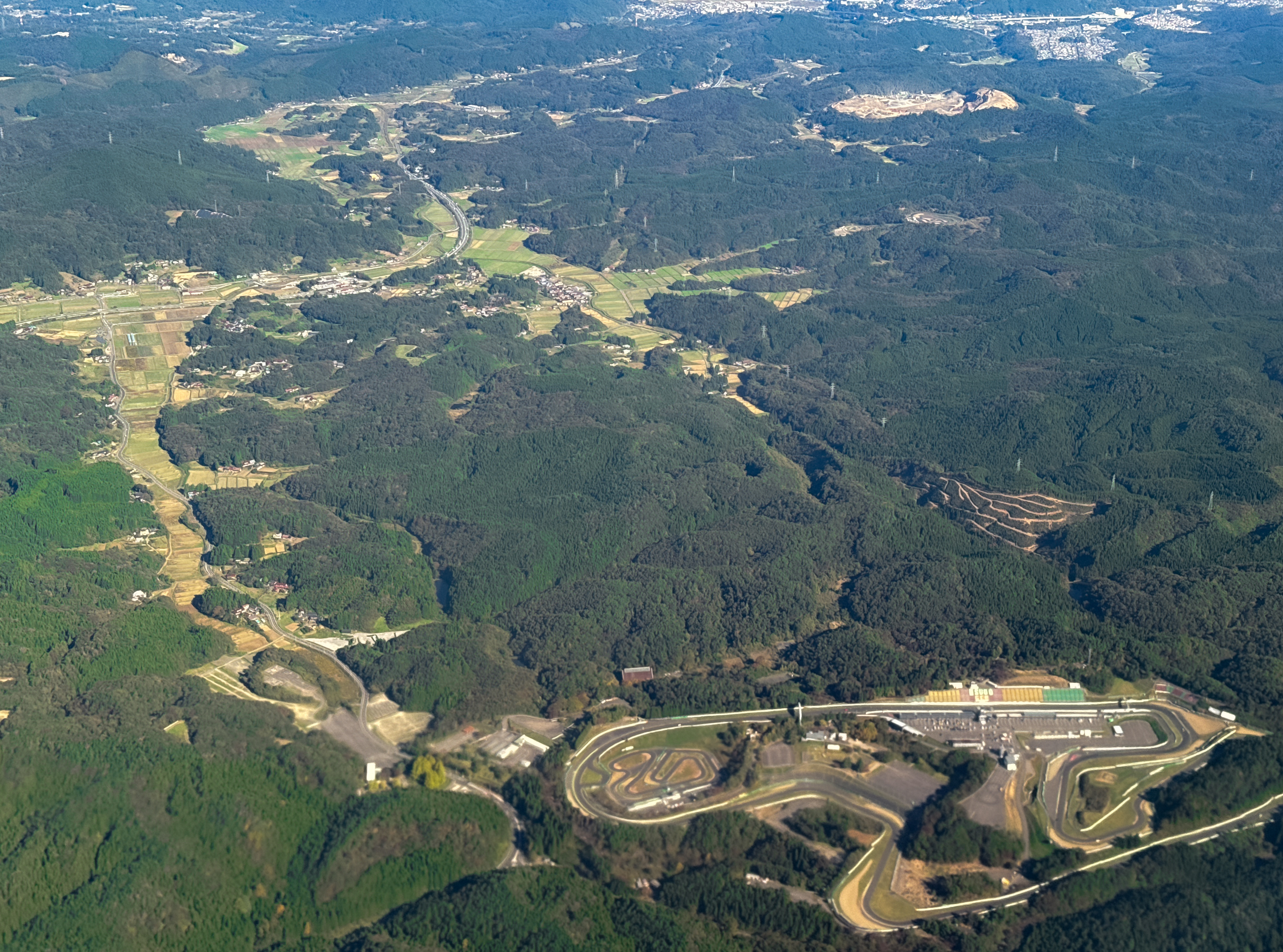
村田菅生地区を鳥瞰　手前がスポーツランドSUGO、真ん中2つの盆地が菅生の主な居住地となっている。上の盆地は仙台市坪沼であり、平地で隣接している。

### 自然
山岳
- 大森山（304m）- 名取市境
- 熊鷹山（301m）- 支倉境
- 館山（194.4m）- 館境界[2][5]

河川
- 一級河川名取川水系 坪沼川（菅生川）
- 一級河川名取川水系 沢戸川[2]

### 行政区・小字
| 菅生上地区 | 北向、西、中、平、高山、東、福ノ入、笹倉、笹向、堀ヶ沢、坂ノ下、母衣、道海前山、道海、櫛挽、東湯沢山、高寺下、高寺、宮、新堀、宮脇、北根前、宮根、中町、宮前、右京内、宇京、猴ヶ口、七百刈、田中、谷地、林崎、下倉、畑中、畑中前、平四郎内、大門岫、赤道、雨ヶ沢、倉田、長坂、舟ヶ沢、宮田、松ヶ日向、細倉、中細倉、上倉、入谷地、樽火、狢石                   |
| 菅生下地区 | 茗ヶ沢、大沢、鹿ノ子、竜前、二流、五反田、原、大崎前、千刈田、中道、栗崎、栗田、千刈田入、内田、長谷小屋、通上、岩崎、山崎、本宿、天京内、山口、町西裏、町東裏、清水前、三本木、町南、源蔵沢、下宿、寺前、鍛治谷、寺下、下舘、舘、大橋、大舘、谷地川、八反田、大耕、大髭、厩ノ尻、余柄、余柄前、迫、境、境田、藤ノ入、越場、下清水、清水崎下、渕田、巻渕、折越 |

## 歴史

### 沿革
古代
- 800年（延暦19年）- 菅生神社が勧請される[5]。

中世
・1538年（天文7年） - 段銭胡帳に「仁十五〆仁百四十文 すかう」の記述が見える。
・戦国時代末期 - 菅生伯耆が来て菅生姓を名乗ったと言われる。
・1661年（寛文元年） - 田村右京分村付帳には「岩沼城主田村宗良の本知行108貫498文、本屋敷1貫412文、除屋敷155文、新田2貫337文」と記されている。
近世
- 1582年（天正10年）- 久保田左衛門太郎が鷹巣に妙頓寺を開山[5]。
- 1662年（寛文2年）- 五人組制度を布く[5]。
- 1688年（元禄元年）- 英甫和尚が仲貴山龍雲寺を開山。
- 1694年（元禄7年）- 菅生平四郎内の小林三郎右門の墓が建てられた[5][3]。
- 1703年（元禄15年）- 前川村川崎邑主伊達村興が1722年（享保7年）まで91貫余を領す[5][3]。
- 1722年（享保7年）- 村興が宮床へ戻る。その後も45貫有していたがそれ以外の領有関係は明らかではない[5]。
- 1722年(享保7年) - 川崎城主が領すこととなり、川崎伊達氏が幕末まで治めた。
- 1736年（元文元年）- 念仏講が盛んに行われるようになる[5]。
- 1815年（文化13年）- 妙頓寺境内に双縁塔が建てられる[5]。
- 1819年（文政2年）- 妙頓寺本堂が再建される[5]。
- 1837年（天保8年） - 寒冷による凶作で死者84人を出す[5]。
- 1840年（天保10年） - 北根おぼろ堂の雷神社が立つ[5]。
- 1846年（弘化3年）- 龍雲寺の伽藍が再建される[5]。

近代
- 1869年（明治2年)
  - 8月 - 白石県の一部になる[5]。
  - 11月 - 角田県の一部になる[5]。
- 1871年（明治4年）11月 - 仙台県に編入される[5]。
- 1874年（明治7年）4月 - 村田郷、足立村、支倉村とともに小3区へ[5]。
- 1878年（明治11年）11月 - 郡区町村制施行に伴い、町村連合には加わらず単独で菅生村が発足[5]。
- 1884年（明治17年）- 菅生村、支倉村、小野村で町村連合を結成。支倉村・小野村と共に連合役場を設置[5]。
- 1889年（明治22年）4月 - 市町村制施行に伴い、菅生村・支倉村が合併し富岡村が発足。菅生は大字として残る（富岡村発足に当たり、旧連合役場から小野村が脱退）[5]。

町村制施行後（富岡村菅生）
- 1925年（大正14年）
  - 3月 - 柴田郡制廃止[5]。
  - 12月 - 家庭用電気が送電され、電灯が灯された[5]。
- 1944年（昭和19年）2月 - 菅生郵便局が開局[5]。
- 1948年（昭和23年）3月 - 富岡村農業協同組合が設立[5]。
- 1950年（昭和25年）- 菅生神社の神楽が岩沼町の竹駒神社で行われた東北神楽競技大会で優勝[5]。
- 1953年（昭和28年）5月 - 菅生村田を結ぶ仙南交通がバスの運行を開始。これにより大幅に距離が縮まり菅生地区の村田町合併の契機になったといわれている[5]。
- 1955年（昭和30年）- 富岡村が分裂する形で富岡村菅生が村田町、小泉村などと合併し、村田町菅生となる[5]。

昭和の大合併後（村田町菅生）
- 1958年（昭和33年）- 表支倉地区で村田町と川崎町への帰属につき住民投票を実施[5]。
- 1960年（昭和35年）3月4日 - 川崎町支倉から字櫛梚、字道海、字道海前山、字東湯沢の一部を編入[5]。
- 1967年（昭和42年）- 坪沼川に赤道橋がかかる[5]。
- 1968年（昭和43年）7月21日 - 菅生自治振興協議会を中心として菅生土地改良区を設置し、大泉一氏を中心に土地改良事業を実施。[5]
- 1969年（昭和44年）- 県道名取村田線（現：県道118号）の舗装が完了[5]。
- 1973年（昭和48年）
  - 10月 - 東北縦貫自動車道菅生工区の舗装が完了[5]。
  - 11月22日 - 東北縦貫自動車道 菅生パーキングエリアが開設[5]。
  - 11月27日 - 東北縦貫自動車道の白石-仙台南間が開通[5]。
  - 坪沼川に越場橋がかかる[5]。
- 1975年（昭和50年）5月11日 - ヤマハスポーツランド（現：スポーツランドSUGO）が開業[5]。

菅生城（出雲館、古内館）
宮前にある館山に嘗て存在した城であり城主は菅生助八郎と伝えられている。標高は194mで東西に細長く伸びる稜線上にあり、当地区の西側では最も標高の高いところに位置する山城である。現在も城跡が残されている。
菅生家と知行関係
菅生家は菅生伯耆を祖とし、村田家同様に下野国小山下野守高朝の後裔とされており関東との結びつきがあった。当地区に菅生氏が移り住んだのは小山氏滅亡後、菅生助八郎が宮崎の役で功績をあげ、100石を給られたときであると言われる。
無刀関（むとうぜき）
村田街道の足立との境界にはかつて、関所が存在し無刀関屋敷が置かれた。ここでは通行人を取り締まり検査を行うにあたり、帯刀を許さなかったため無刀関と呼ばれたと言われる。現在も足立の小字として残る。
町場

本地区には町場があり、村田・碁石と増田・中田を結ぶ街道の宿場として機能していた。伝馬や歩夫が行われ、名取方面と物や情報を伝える中継地点になっていた。町屋敷が22軒で検断は八巻助五郎家が代々務めた。家屋の玄関は街道に対して並行な南向きに配置されているが、検断屋敷のみ東側を向いていた。

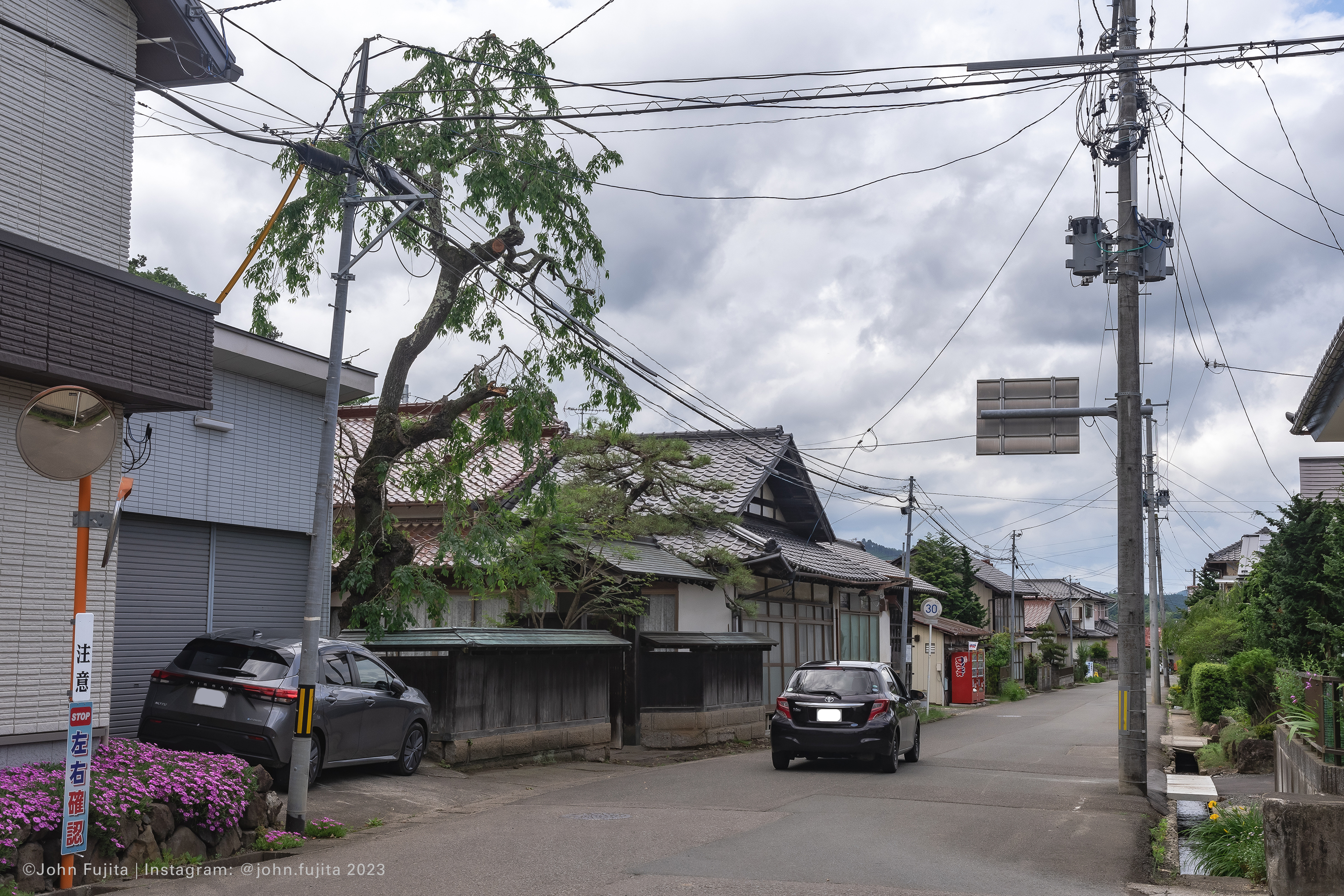
菅生の町場北側
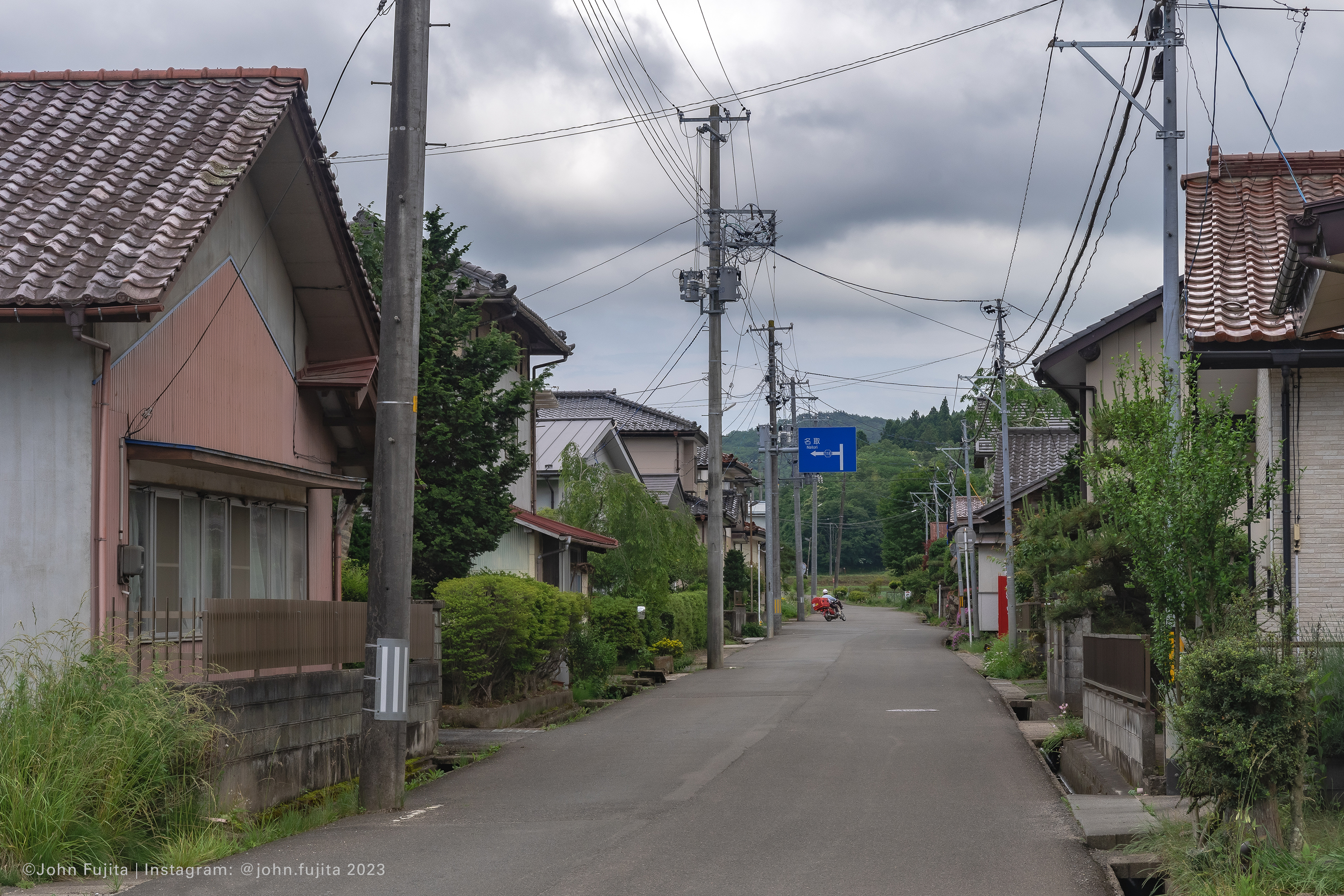
菅生の町場南側
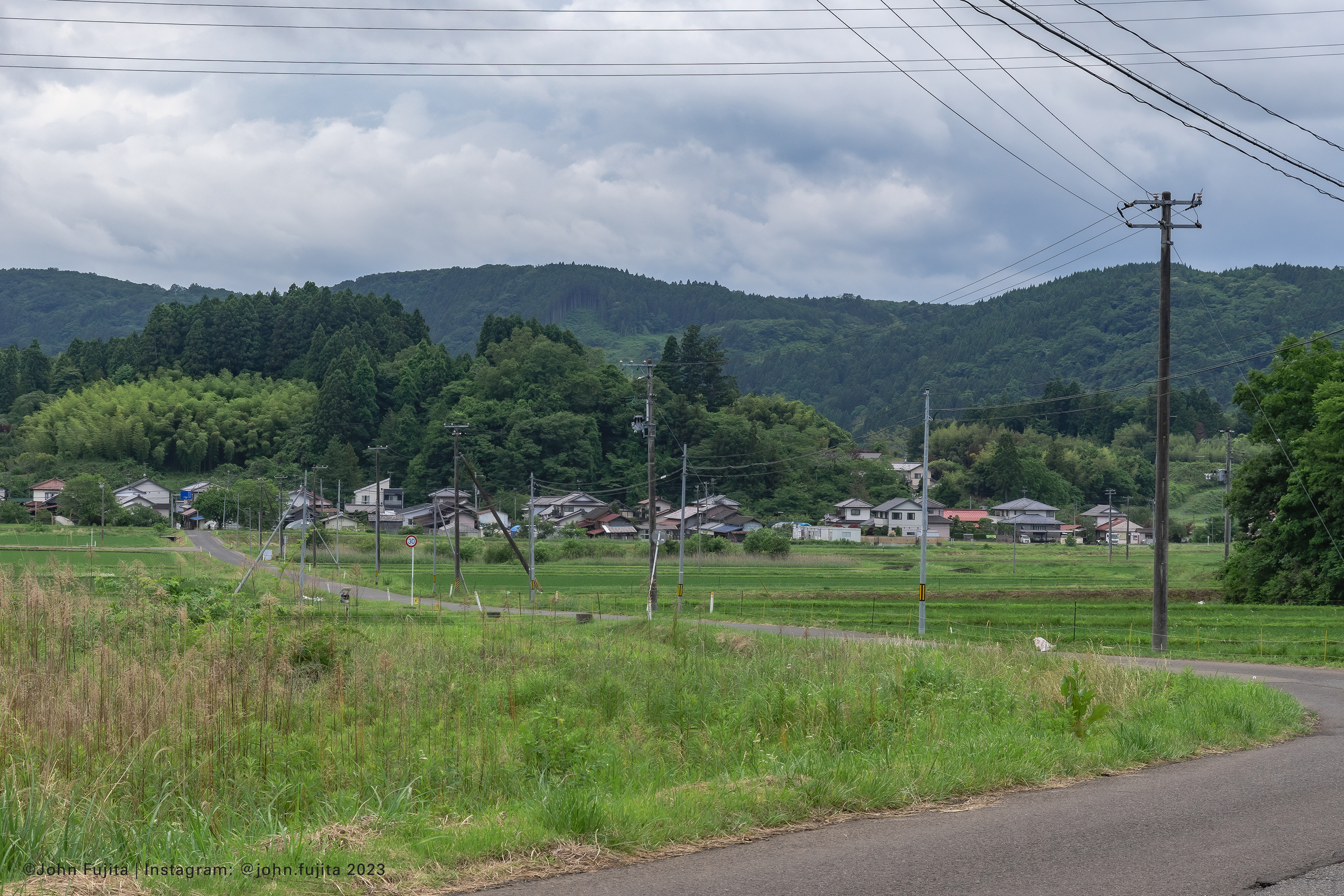
笠島樽水沢側から望む町場

検断と八巻家
本来検断は警察の仕事であったが、仙台藩では伝馬や運送管理を司る職として町役人が担っていた。先述の通り当町場では八巻家が寛永7年勘三郎から8代に渡り世襲し、幕末までその役に当たっていた。庭と古松は当時の場所に現存している。
| 代    | 氏名         |
| ----- | ------------ |
| 初代  | 八巻助五郎   |
| 2代目 | 八巻勘三郎   |
| 3代目 | 八巻平兵衛   |
| 4代目 | 八巻平右衛門 |
| 5代目 | 八巻権作     |
| 6代目 | 八巻仲太     |
| 7代目 | 八巻伊四郎   |
| 8代目 | 八巻仲吉     |
| 9代目 | 八巻永人     |

伊達政宗との関係
1635年（寛永12年）伊達政宗は刈田郡小原で川狩りや鷹狩りをした後、仙台への帰途で村田から菅生で休憩をした。その際、1626年（寛永3年）に伊達政宗と共に上洛した先の二条要法寺で病死した実の子である村田城主伊達宗高の幼い頃を思い出し、菅生に塚を築いたという記録がある。規模は高さ1間、周り3間とあり、調査が行われるも、実際どこに築かれたのかはわかっていない。
富岡村の分離と村田町への合併
町村制の施行時、菅生は現在の川崎町支倉とともに富岡村を形成していたが、合併する際、村田町と川崎町に分離して合併することとなった。それには下記のような経緯がある。
宮城県では柴田郡を大河原町を中心とした市への意向を推進していたが、村田町をはじめとした周辺村は頑なに拒否し、村田町と大河原町は独立した自治体を形成することを望んだ。
当地区を含む富岡村もそれに賛同していたが、村田町と川崎町どちらに合併するか、村内で意見が分かれていた。富岡村として意見をまとめるため合併研究会を結成し、各集落ごとに討論会が行われた。しかしこれにより当地区は村田町、支倉地区は川崎町へそれぞれ合併するという意見が露わになり紛糾した。また、支倉地区民の中には菅生とともに村田町と合併したいという者も多かった。特に支倉地区でも当地区に近い表支倉地区の住民では顕著であった。これを見た県や地方事務局が積極的に斡旋するもなお、決定には至らなかった。この状態を解決するべく県町村合併推進審議会第一部会の調停に委ねることにした。その結果、審議会は1958年3月31日に菅生地区を村田町、支倉地区を川崎町に合併する調停案を提示したため富岡村と柴田郡の関係町村はこれを受諾し、富岡村を分割しそれぞれ合併するに至った。
川崎町支倉からの一部編入
1958年3月に県町村合併推進審議会の調停案の提示に従い、大字である菅生と支倉に分けてそれぞれ村田町と川崎町と合併したが、表支倉地区の住民には村田町に合併したいという希望者が多く、合併が難航したという経緯があった。それを踏まえ、審議会の合併調停案の中には「合併後1年以内に支倉地区の一部で半数以上の住民が、町境変更を希望した場合議会はこれを承認するものとする」という条件が盛り込まれていた。
1958年9月22日に川崎町合併反対の分村派住民が397人の署名を以て住民投票の要求書を提出した。しかしこの署名は半数以上が捏造であり署名を取り消した人、有権者以外のものが数多く含まれていたでので川崎町は半数に満たないとしてこれを却下した。分村派はこれを不服とし、1959年3月30日に裁判所へ決議取消要求の訴えをした。これに対し県では斡旋の見込みがないとして調停案を作り、表支倉地区の住民に「投票によって賛否するように」と勧告した。1960年1月29日に宮城県知事は川崎町選挙管理委員会に対して住民投票を行うよう請求し、同年2月7日には村田町民と川崎町民が固唾を飲む中、支倉小学校にて住民投票が行われた。この住民投票では有効投票の2/3を超えなければ合併できないとなっていた。投票の結果、村田町につきたい数が451票、川崎町に残りたい数が308票で圧倒するも、2/3に達さなかったため表支倉地区の住民は悲願を達成できなかった。この住民投票の結果が公示されると、支倉地区では村田町に合併したい派と川崎町と合併したい派との対立が発生し、その騒ぎに他地区からの運動員なども乗り込み混沌を極めた。結局、機動隊が出動する羽目となり、流血沙汰にまで発展した。
この結果を踏まえてもなお、表支倉地区のうち字櫛梚、字道海、字道海前山、字東湯沢の住民は村田町に合併したいという強い要望があった。これらの地区は村田町に合併しなければならない地理的な事情が認められ、住民の熱心な活動も踏まえて1960年3月4日に字櫛梚、字道海、字道海前山、字東湯沢のうち1番2、2番1-2〜7、3番、4番-6、5番は村田町菅生へ編入されることとなった。
| 地区 | 小字 | 現在の行政区 |
| ---- | --- | ------------ |
| 平   | 北向、平、福ノ入、高山、木通蔦（あけびつる）、鍬柄沢、船ヶ沢、笹ヶ倉 | 菅生上地区   |
| 細倉 | 長坂、山ノ内、宮田、雨ヶ沢、赤道、畠中前、林崎、田中、中細倉、松ヶ日向、狢石、入谷地、畑中、二五田（にごた）、大門岫（だいもんくき）、樽火 | 菅生上地区   |
| 北根 | 宮、中町、田中前、谷地、宮前、宮脇、北根前、七百苅、猿ヶ石、右京内（うきょうない）、平四郎内（へいしろううち）、掘ヶ沢、坂下、高寺、母衣（ほろ） | 菅生上地区   |
| 支倉 | 櫛梚、道海、道海前山、東湯沢 ※大字は支倉だが、地区としては菅生として扱われた | 菅生上地区   |
| 沢戸 | 大髭（おおひげ）、山崎、天京内（てんきょううち）、山口、岩崎、中道、千刈田原、大崎前、五段田、栗ノ崎、余柄（よから）、余柄前、八段田、厩尻、内田、竜前、源蔵沢、寺前、下館、三本木、小屋沢、二流、通上（とおりあげ）、藤ノ入、長柴、大沢、鹿ノ子（ししのこ）、長谷小屋、似田森、茗ヶ沢 | 菅生下地区   |
| 町   | 下宿、町東裏、町西裏 | 菅生下地区   |
| 打越 | 打越、巻淵、境田、清水崎下、迫、越場（こえば）、大橋、鍛治谷、谷地川、新堀、館、清水前 | 菅生下地区   |

## 教育
主な教育機関であった村田第四小学校とそれに関係する機関について記述。
なお現在、地区内の教育機関は全て統廃合により所在しない。
かつて所在した教育機関
- 村田町立菅生幼稚園 - 2011年4月に村田町立村田幼稚園への統合により廃園[12]。
- 村田町立村田第四小学校 - 2011年4月に村田町立村田小学校への統合により廃校[13]。村田町立村田第四小学校（閉校後）

2011年度以降の学区
- 村田町立村田小学校
- 村田町立村田第一中学校

教育史

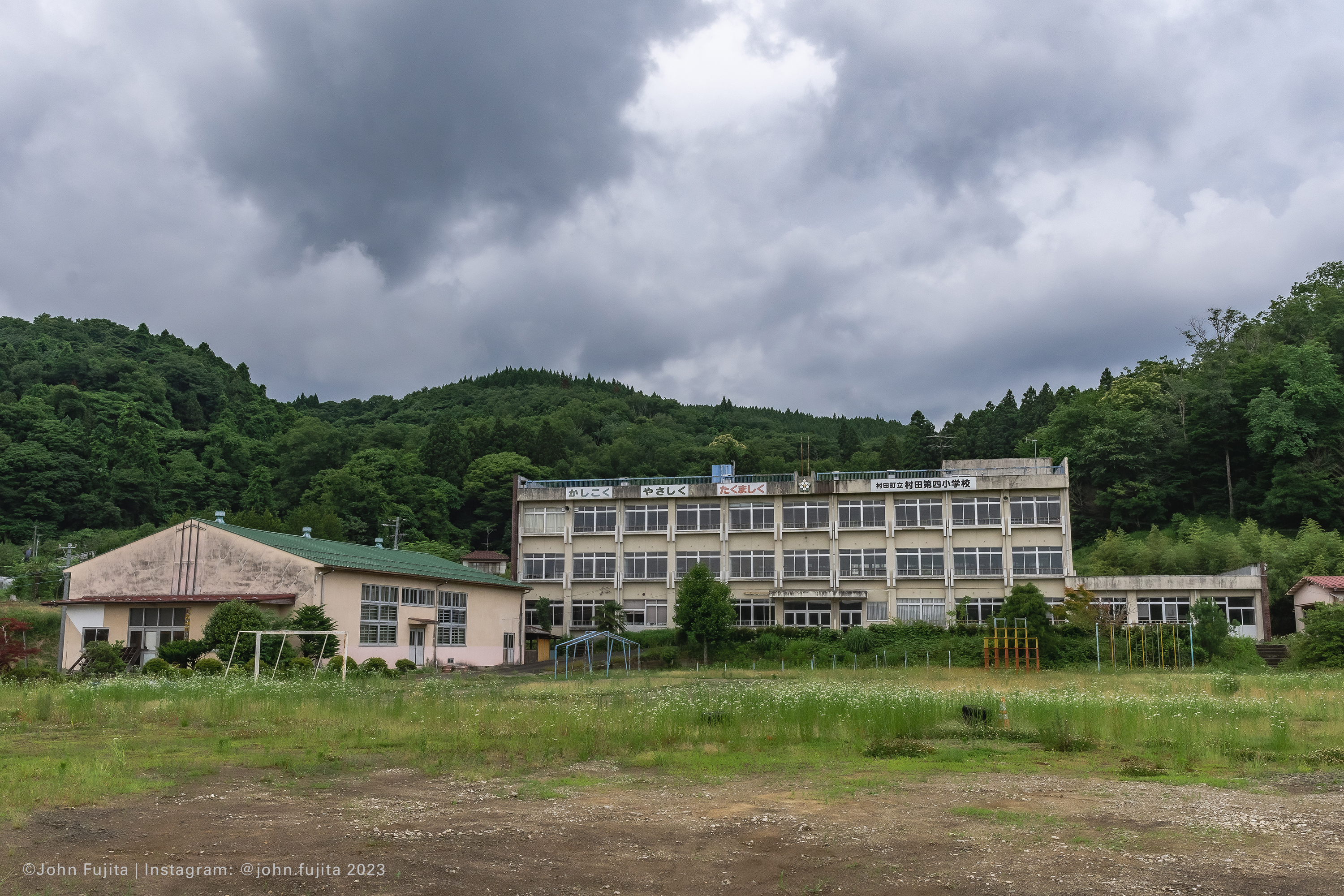
村田町立村田第四小学校（閉校後）

- 1821年頃（文政年間）- 妙頓寺の寺子屋「久保田塾」が開設され読み書き教育を開始した[5]。
- 1845-1848年（弘化年間）- 農家である高橋重賀により寺子屋「算賢堂」が開設され、算数珠算教育を開始した[5]。
- 1848年（嘉永元年） - 僧侶である土田半七（益豊和尚）により寺子屋「龍雲寺寺子屋」が開設され、読み書き教育を行った[5]。
- 1853年（嘉永6年）- 八巻東左衛門により寺子屋「八巻塾」が開設され読み書き教育を行った[5]。
- 1875年（明治8年）8月 - 学制が発布[5]。
- 1876年（明治9年）9月14日 - 菅生小学校（のちの村田第四小学校）が龍雲寺内に開校。教師として樋渡道亭を配置した[5][15]。
- 1877年（明治10年）3月 - 菅生小学校校舎が宮脇23番地に落成した[15]。
- 1893年（明治26年）- 樋渡道亭の功績を讃え、菅生小学校の卒業生らが石碑を建立した[5]。
- 1899年（明治32年）9月9日 - 菅生小学校の改築工事が完了した[5]。
- 1911年（明治44年）
  - 高橋重賀先生懿徳碑を建立した[5]。
  - 教員住宅が落成した[5]。
  - 9月 - 菅生小学校の校舎を増築した[5]。
- 1913年（大正2年）5月 - 菅生小学校に実業補習学校を附設した[5]。
- 1917年（大正6年）- 菅生青年団が発足した[5]。
- 1919年（大正8年）- 菅生処女会が発足した[5]。
- 1922年（大正11年）4月 - 菅生小学校に高等科を併設[5]。
- 1947年（昭和22年）4月 - 学校教育法施行に伴い、富岡村立富岡中学校が開校。仮校舎として菅生小学校の教室を使用[5]。
- 1955年（昭和30年）- 村田町菅生となったため、村田中学校（現：村田第一中学校）の学区に組み込まれた[5]。
- 1961年（昭和36年）- 菅生小学校の校舎改築に伴い、龍雲寺、妙頓寺、町役場菅生出張所での分散授業を開始。
- 1962年（昭和37年）- 菅生小学校の新校舎が落成[5]。
- 1963年（昭和38年）4月 - 村田町内の学校名が番号に変更となり、菅生小学校が村田町立村田第四小学校に改称。
- 1965年（昭和40年）- 村田第四小学校の水泳プールが落成[5]。
- 1974年（昭和49年）9月9日 - 村田第四小学校の校舎改築起工式を実施。
- 1975年（昭和50年）10月15日 - 村田第四小学校の新校舎が落成。県内初となる食堂が設けられた[5]。
- 1976年（昭和51年）- 保健体育の授業が優秀であるということで宮城県教育委員会から表彰[5]。
- 2011年（平成23年）- 統合に伴い、村田第四小学校が閉校。

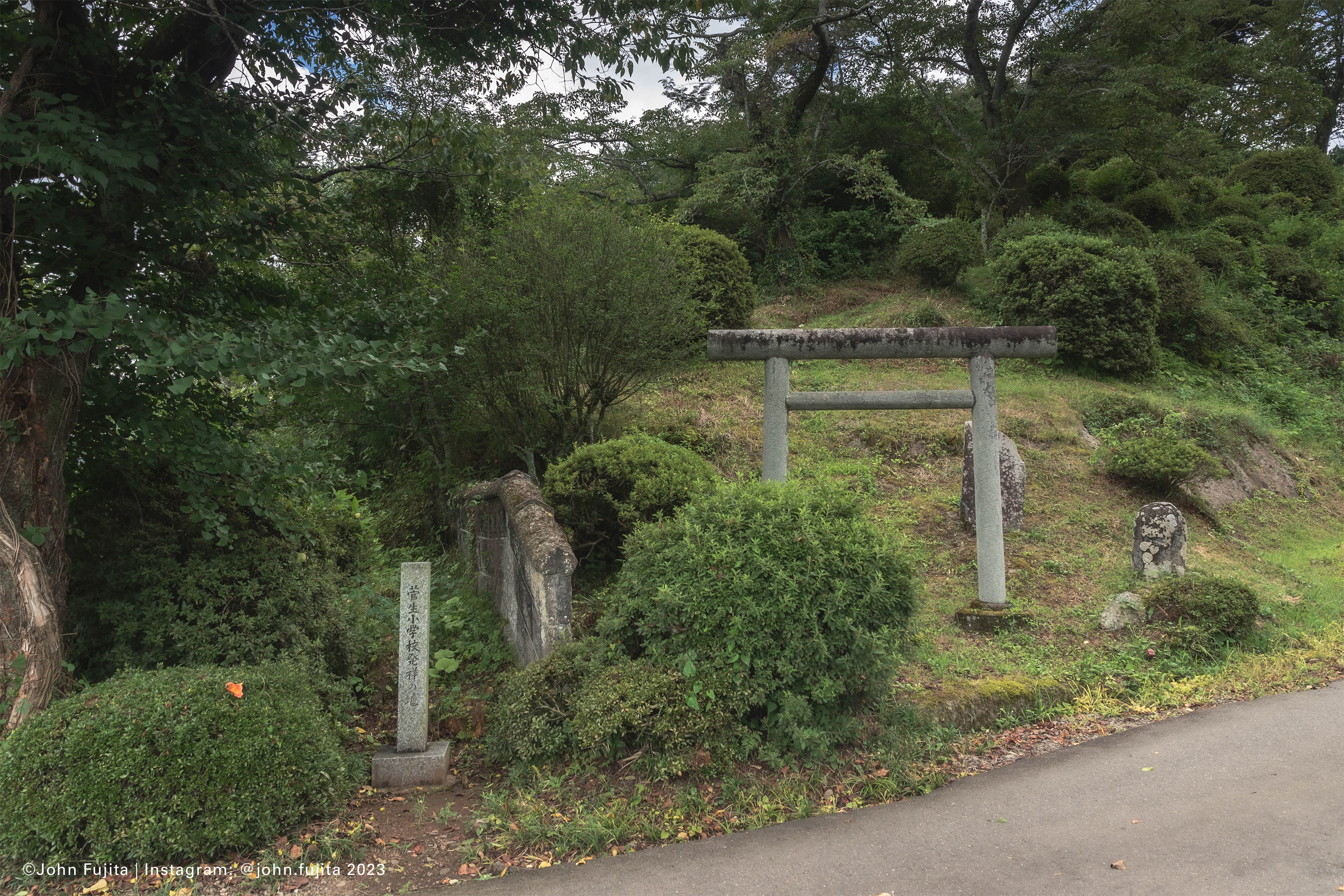
龍雲寺境内にある菅生小学校開校記念碑
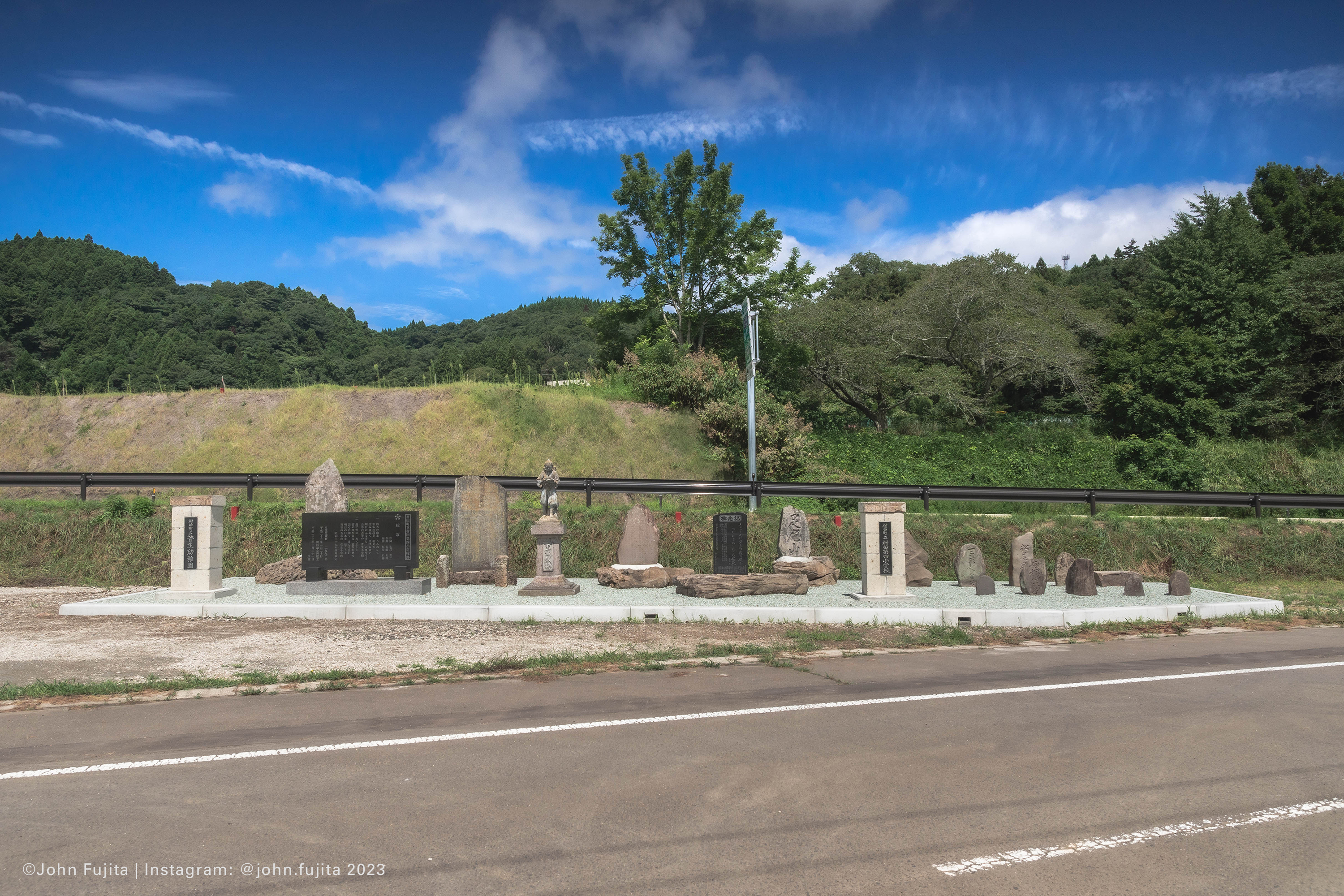
移設集約された菅生地区の教育機関各種記念碑
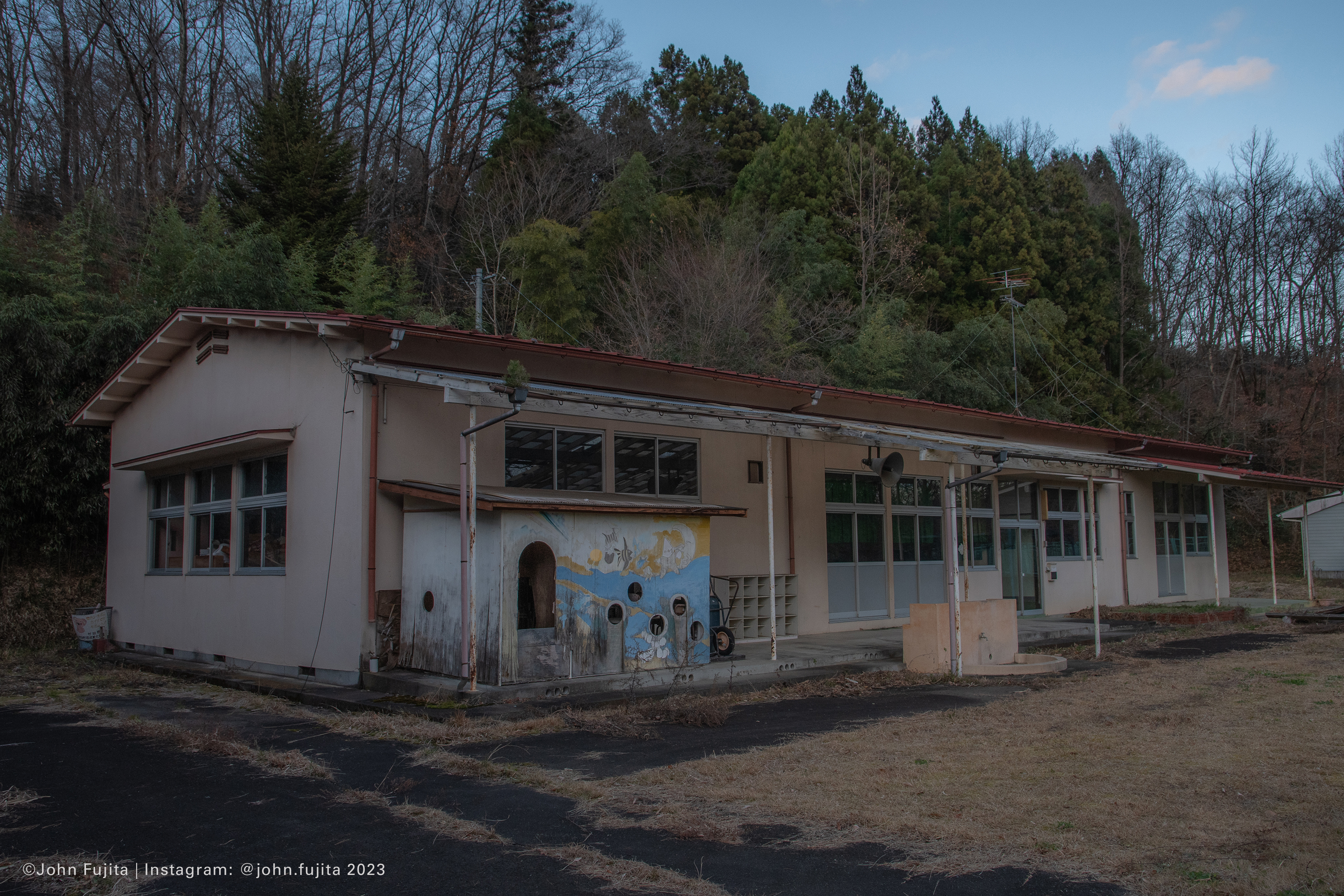
菅生幼稚園（閉園後）

村田第四小学校（菅生小学校）の校歌

校歌は2部で構成され、作詞は永沢要二、作曲は佐藤長助、編曲は桜井辰祥が担当した。
川崎町立富岡中学校と当地区の関係

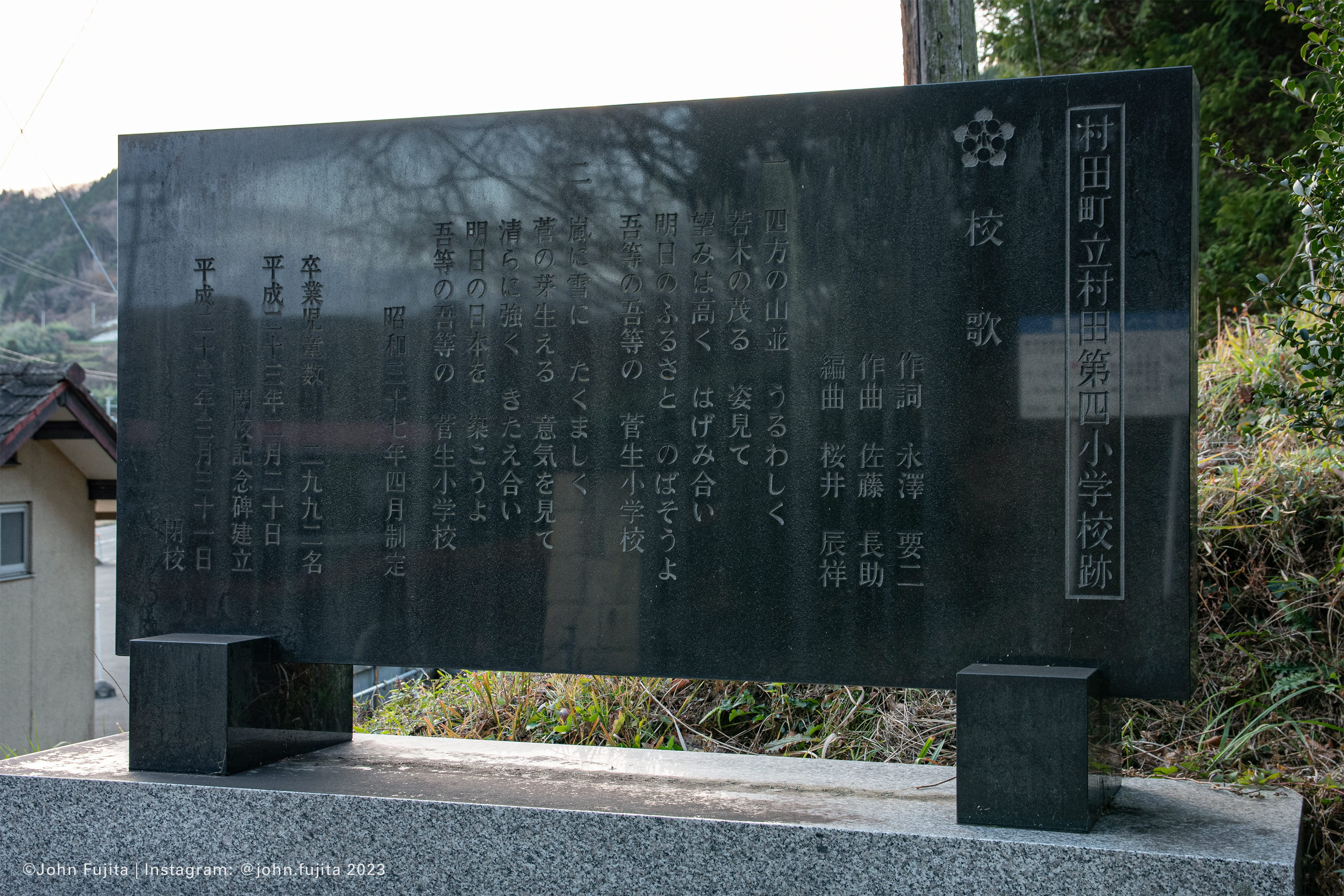
村田第四小学校の校歌が刻まれた閉校記念碑

1947年に学校教育法（現行法）が施行され富岡村には富岡村立富岡中学校（現：川崎町立富岡中学校）が設置された。ここには支倉・菅生地区から生徒が通った。しかし1955年4月に当地区が村田町に、支倉地区が川崎町に編入されたことにより問題が発生した。町村合併の取り決めで、富岡中学校は支倉地区に立地していることから川崎町が引き継ぐこととし、移行期間は川崎町と村田町の組合を設置、同年6月30日まで組合立中学校とすることになっていた。つまり当地区の生徒は村田町民でありながら川崎町の富岡中学校に通学せざるを得ないことになったのである。当地区の保護者らは、村田町民であるにも関わらず村田中学校に通えないことに反発し、村田町教育委員会に願い出た。同教育委員会は、「川崎町との約束があるので」と明確な回答をしなかった。そんな中、当地区の保護者らは町当局と交渉し、強引に村田中学校へ入学させようと入学式に臨んだ。午前の入学式はやむを得ず当地区民を臨席者として入学式を済ませた。その後、川崎町との調停のため正式の許可が町委より通達された。午後には晴れて当地区民の正式な入学式が行われた。
菅生青年団
1917年に発足した青年団であり、それ以前も自主的な活動があったが改めて青年団として発足した。1924年時点で団員数は64人を数え、夜学・剣道・体育・中堅青年講習などの活動が行われた。1913年からは中学校へ進学しない青年のため、小学校内に実業補修学校が設置され、補修教育が施されていたがこれは夜学が多かった。のちにこれが青年訓練所となり在郷軍人育成を目的としたものになっていった。支倉地区の分離後も青年会の交流は続き、サイクリング大会などが行われ親睦を深めていた。
菅生処女会
青年団の発足を契機に1919年に発足した。会員数は37人で、衛生講習会・講話・料理講習会などが行われた。
周辺村からの遠足
村田小学校（村田村）の小学4年生が遠足で当地区に来ていた。当時の遠足は徒歩で行われていた。
当地区の教育関係者
- 高橋重賀（たかはし しげか）

文政3年生まれの農家の翁で、農業を営む傍ら空いた時間や農閑期、夜間などに青年たちへ理数の学問を教えていた。教え方が丁寧なことで評判が良く、数百人の子弟が敬慕した。1881年に他界したが、教えを受けた青年らが成人になってもその恩を忘れられず、1911年10月に菅生小学校（後の村田第四小学校）の前に高橋重賀先生懿徳碑が建てられた。
- 樋渡道亭（ひわたし どうこう）

菅生小学校の初代校長であり、1873年の開校時から教師として1887年まで14年間勤務した。800人余りの子弟を教育し、青年には夜間授業をした。書道に長け、和歌も嗜んでいたことからこれらの手解きも施した。また、菅生村は水に乏しく良質な飲み水が取れなかったことから同校の校庭に井戸を掘ったところ、清水が湧いて村中で喜ばれたという逸話もある。村への貢献を讃え、1893年に卒業生らが石碑が建てた。2024年現在、ホテル建設工事に伴い、旧村田第四小学校敷地から郵便局前の石碑群に設されている。

## 民俗文化と信仰
江戸時代から柴田郡とその周辺地域では山岳信仰が盛んであり、当地区に於いても「うちの山の神が...」と、山の神が妻の代名詞になっているほど村民の生活で重要な位置を占めていた。
おしょうじん（ケイヤク）
山岳信仰が盛んな村の各地区では山の神講が開かれていた。この山の神講と称した女の講を「おしょうじん」と呼んだ。江戸時代から行われていると言われ、開催日は集落により異なる。一例として菅生上区でも高寺山観音堂には山の神が併せ奉られており、山の神講が開かれていた。その内容は下記の通りである。
- 班ごとに各家々の嫁たちが、15,6人ずつ毎年春（2月12日）と秋（10月12日）にその年の当番になった家（ヤド）に集まる。
- 朝7時ごろ、講員は宿に集まって人数分餅を手でちぎり配り会食をする。そのとき宿では、床の間に山の神の掛け軸を掲げ礼拝する。宿では終日風呂を炊いてもてなす。その間、婦人会の会合に出席し婦人同志の相談ごとをまとめたりしており、この講は夜10時ごろまで行われる。会費は一人あたり、もち米1升に金百円であった。もし費用が不足することがあっても、それは宿前の負担とした。
- 婦人会も兼ねて行われていたこともあり、1946年ごろから脱穀の時期で忙しい秋の総会に家に集まるのをやめ、温泉などに慰安旅行へ行くようになった。
- 山の神講に関する石碑もあり、菅生沢戸薬師堂境内には「発起人 鈴木おふつ 八巻おきな」と記された石碑がある。

移住者には入会を強要されることはないが、葬式などでは協力を得られなくなるため不便だった。入会者に対して戦前までは、どこにいても必ず戻ってきて出席しなければならず、また遅れたり欠席した場合には酒を買ってお詫びしなければならないなど、出席について非常に厳しかった。
おこもり
おしょうじんとは対照的に、1960年（昭和35年）までは男の講も行われていた。9月9日夕方に集まり餅をつき、その晩は集まった家に泊まる。そして9月10日の早朝、刈田嶺神社にお参りをしお札をもらって帰ってくる。その内容は下記のとおりである。
- 服装は白装束を纏い、草鞋を履き、ゴザを背負う。
- 深夜1時頃出発し、三途の川で下界から履いてきた草鞋を履き替える。
- 山頂に着く頃に日が昇る。

ぶつきりしょうじん
田おこしは手で行われた。それが終わった時、餅をついてお精進した。
明治期、政府は修験道をはじめとする仏教と神を切り離す政策をとったため、山岳で修行を行う修験を禁止し、修験者は天台宗と真言宗の両宗に帰入するか、神官になり奉仕すべしとされた。
当地区でも修験者が神官へ転身した者がいた。菅生天神山屋敷の天神宮にあるお札によれば、修験寺であった長楽院の法印を務めていた菅山谷鬼が菅生地区民一同からの支援により、1907年に神官の資格取得の講習を受け、菅生神社の神官となった。

### 菅生神社
菅生神社（すごおじんじゃ）は、桓武天皇の延暦年中(782～805)坂上田村麻呂東征の際、武甕槌神外五神を勧請し、国家安穏・産業振興を祈請した。そして、この宮祠を中心に七本の榧を植えたので、これを奥州の七本榧と称したという。今にその一株の古跡が現存する。
中世の冷泉天皇の時代に菅生助八郎がこの地を治めるようになった頃『六社権現或』と呼ばれるようになった。境内にある池の周囲に菅が多く生えており、これで神饌を編もうとしたことから菅生という地名になったと言い伝えられている。このことから山岳信仰と親密な関係を持っていたことが窺える。
明治初期、修験道と切り離すこととなり社号を「菅生神社」に改めた。1902年1月に愛宕神社を合祀。1904年4月に村社格加列、1923年10月には供進社に指定された。近年では、スポーツランドSUGOが氏子区域内に立地していることから、多くの利用者が参拝に訪れている。

### 円融山妙頓寺
鷹巣に久保田左衛門太郎が越中国滑川から移住し1582年（天正10年）に開山した。寺は最初鷹巣屋敷にあったが、2代目了元の代に今の場所に移った。宗派は浄土真宗で仏殿は卯辰を向き、竪7間、横5間、本尊は弥陀如来となっている。

### 仲貴山龍雲寺
志田郡松山の石雲寺2世、英甫和尚が1688年（元禄元年）に開山した。宗派は曹洞宗である。

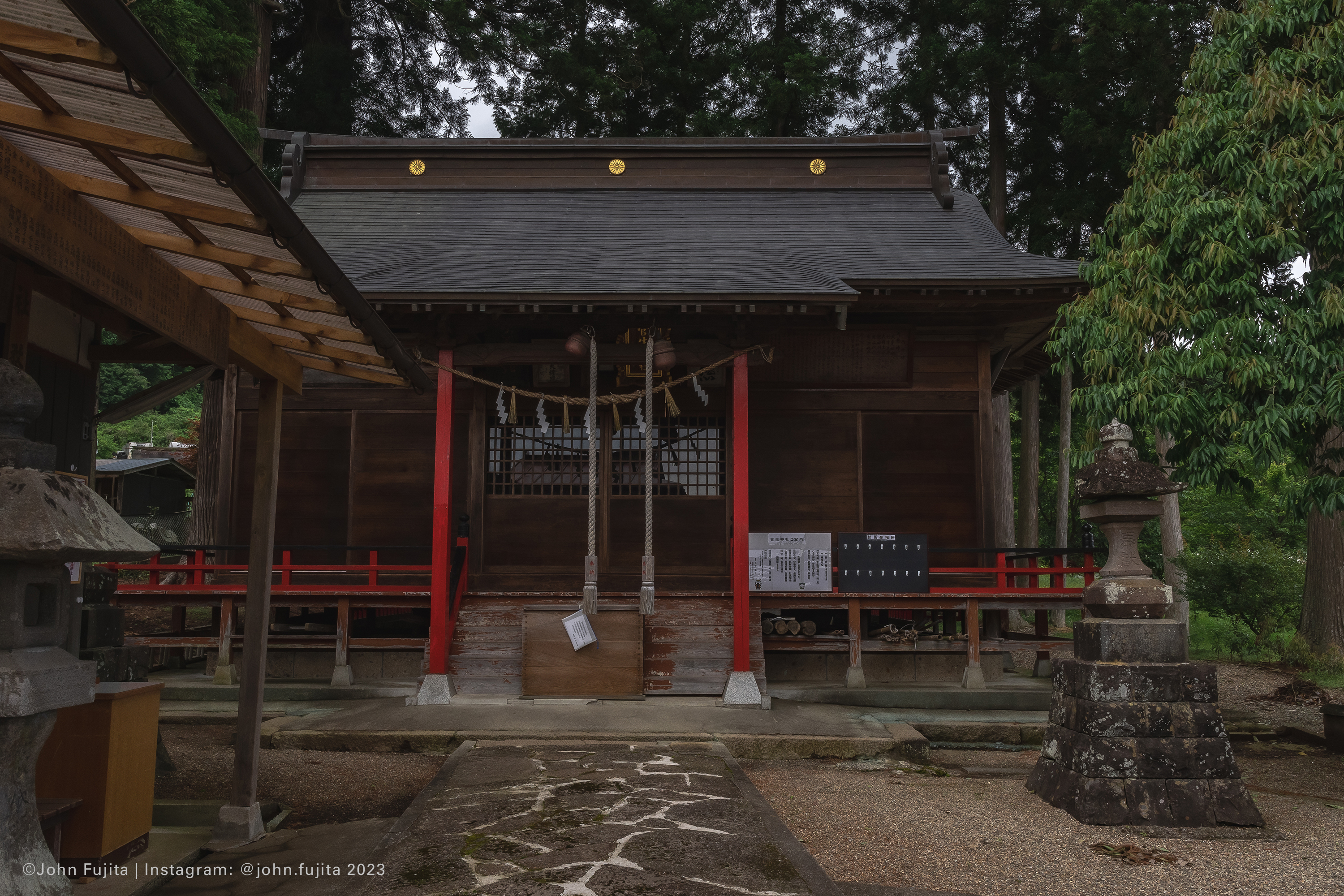
菅生神社の本殿
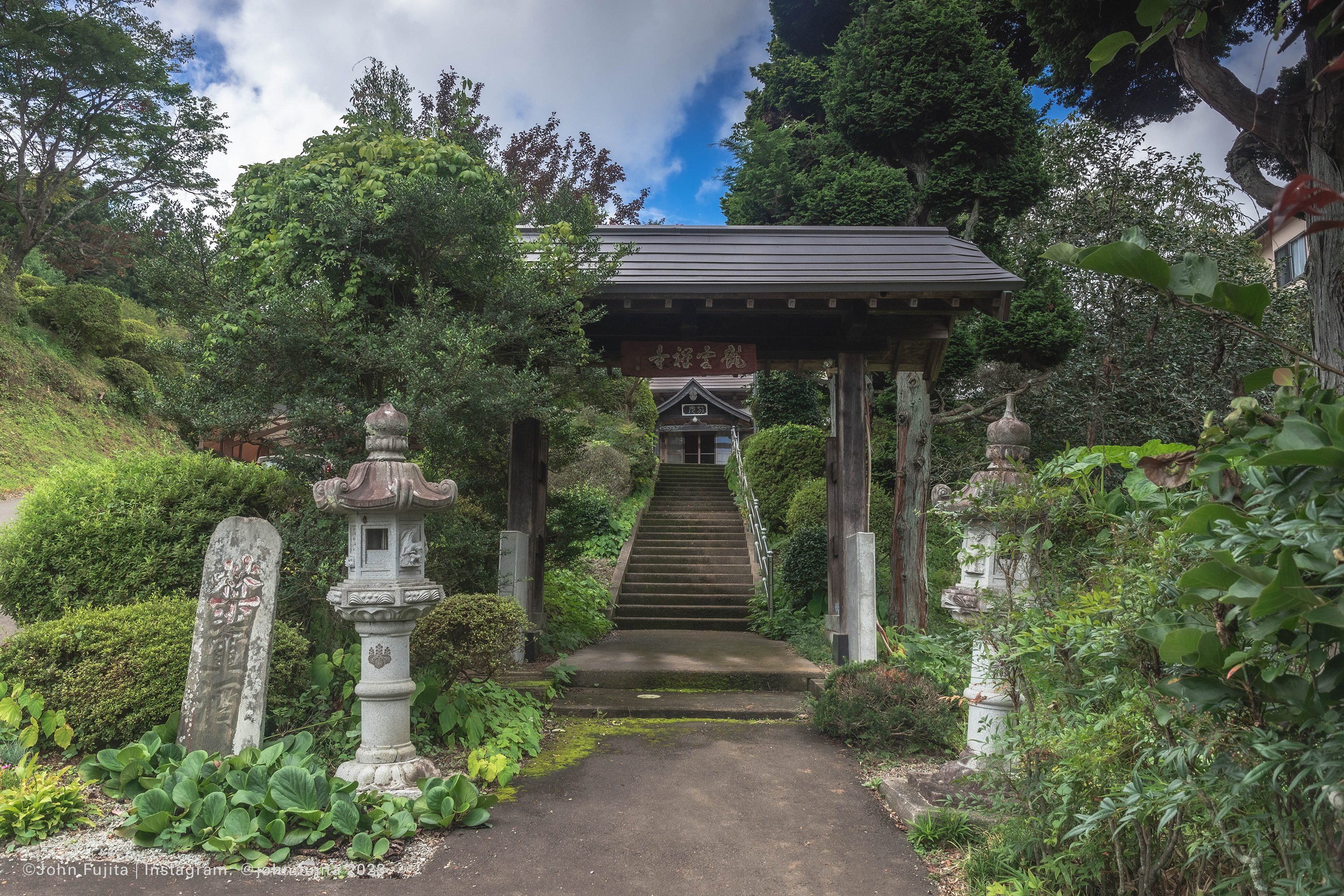
龍雲寺の正門と本殿
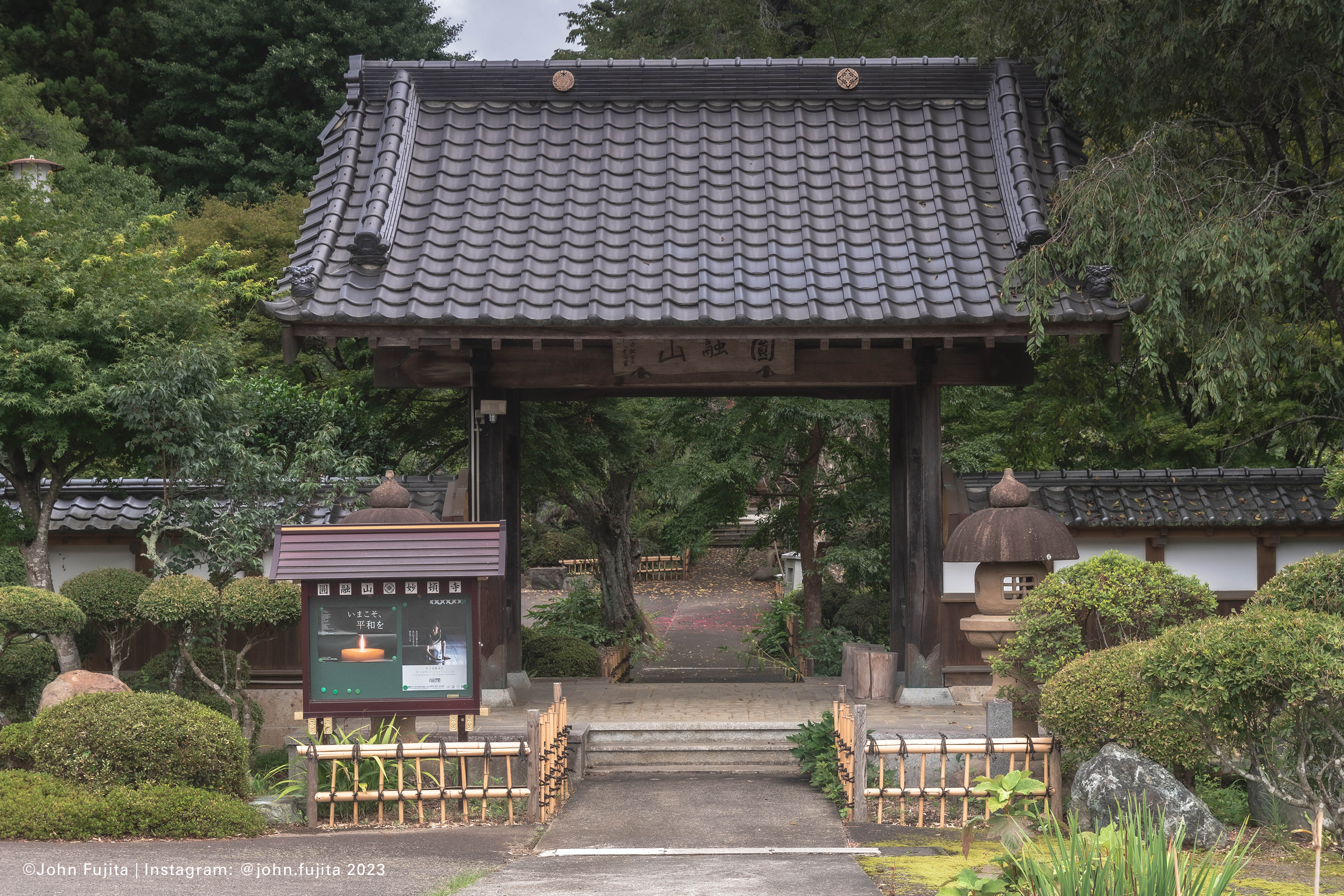
妙頓寺の正門

## 観光

### 村田町指定有形文化財
- 源蔵沢の板碑（2016年3月25日指定）[19]
- 猫神の石碑（2019年8月20日指定）[19]
- 旧八巻家住宅（1994年12月20日指定[19]）- この家屋はかつて菅生字宮脇の菅生神社付近にあったことから寺子屋や社務所として使用された。現在も民話伝承館として、村田町小泉字肬石に移築されて現存している。[20]

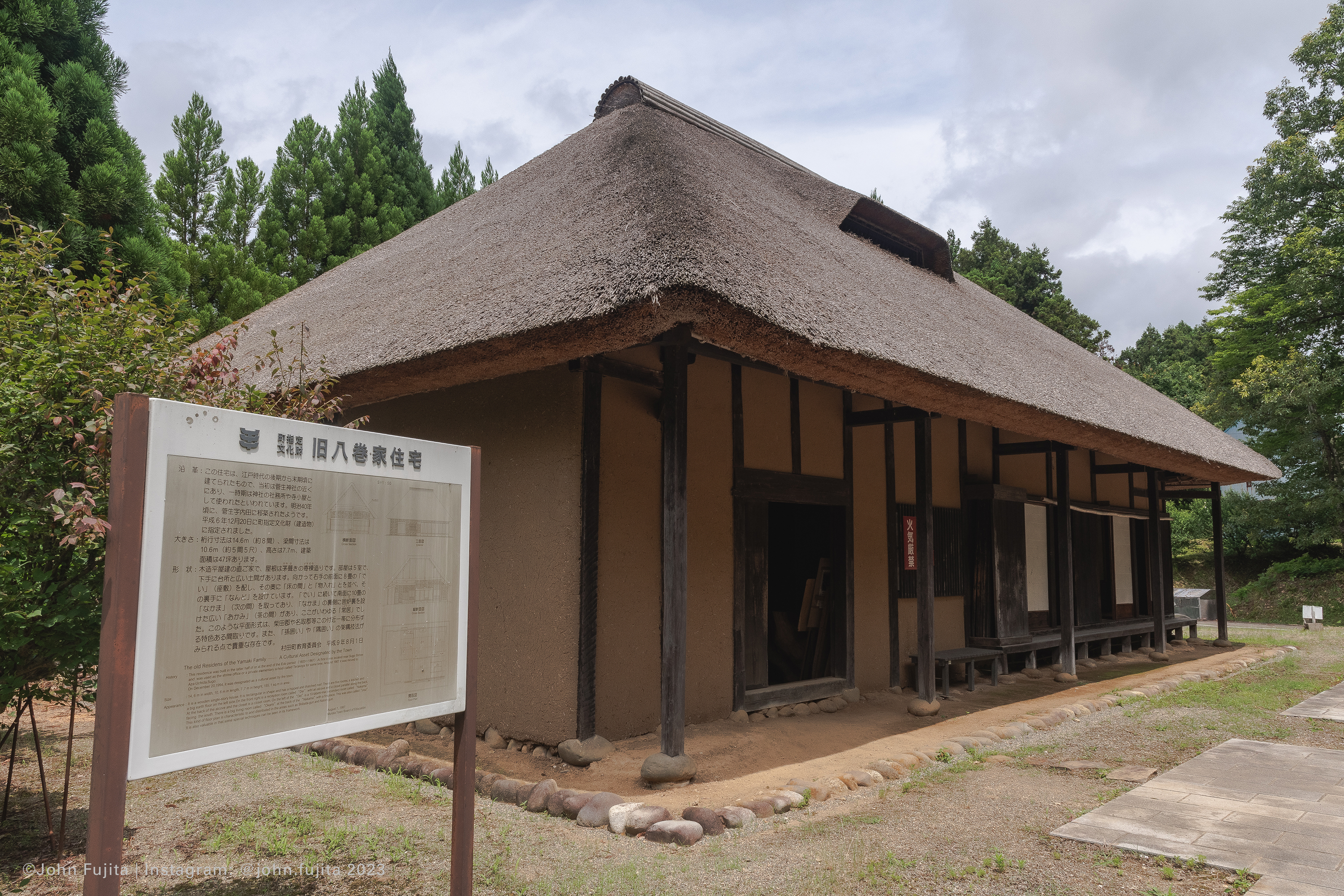
旧八巻家住宅 南西面
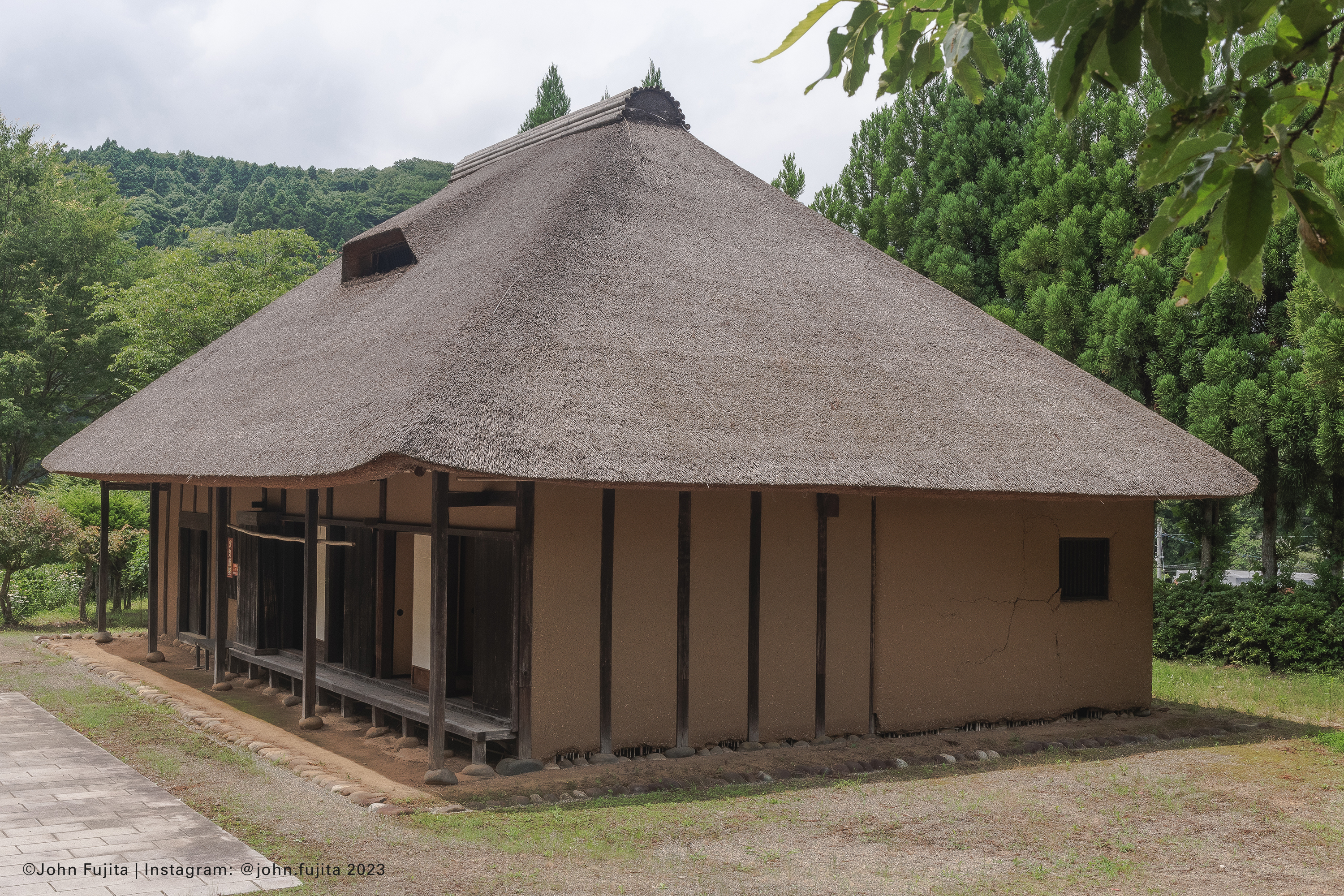
旧八巻家住宅 南東面
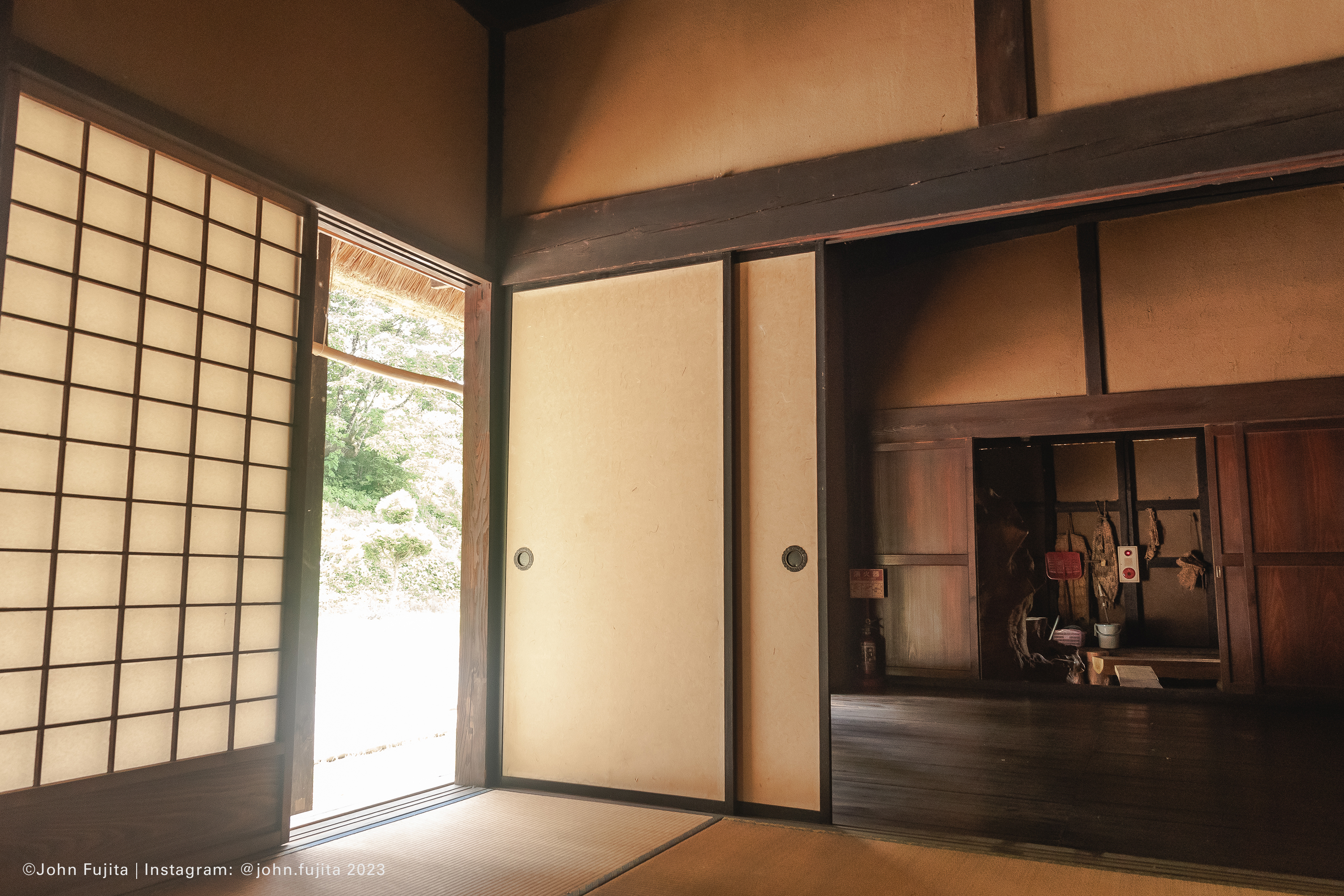
旧八巻家住宅 おかみ・茶の間

### 村田町指定無形文化財
- 菅生神社神楽（1996年12月26日指定）[19]

### 村田町指定記念物
- 史跡
  - 菅生館跡（2016年3月25日指定）[19]
- 天然記念物
  - シダレザクラ（2019年8月20日指定）[19]

## 施設
- 村田町役場菅生出張所
- 菅生公民館
- 菅生簡易郵便局

※いずれも1つの建物に集約されている。

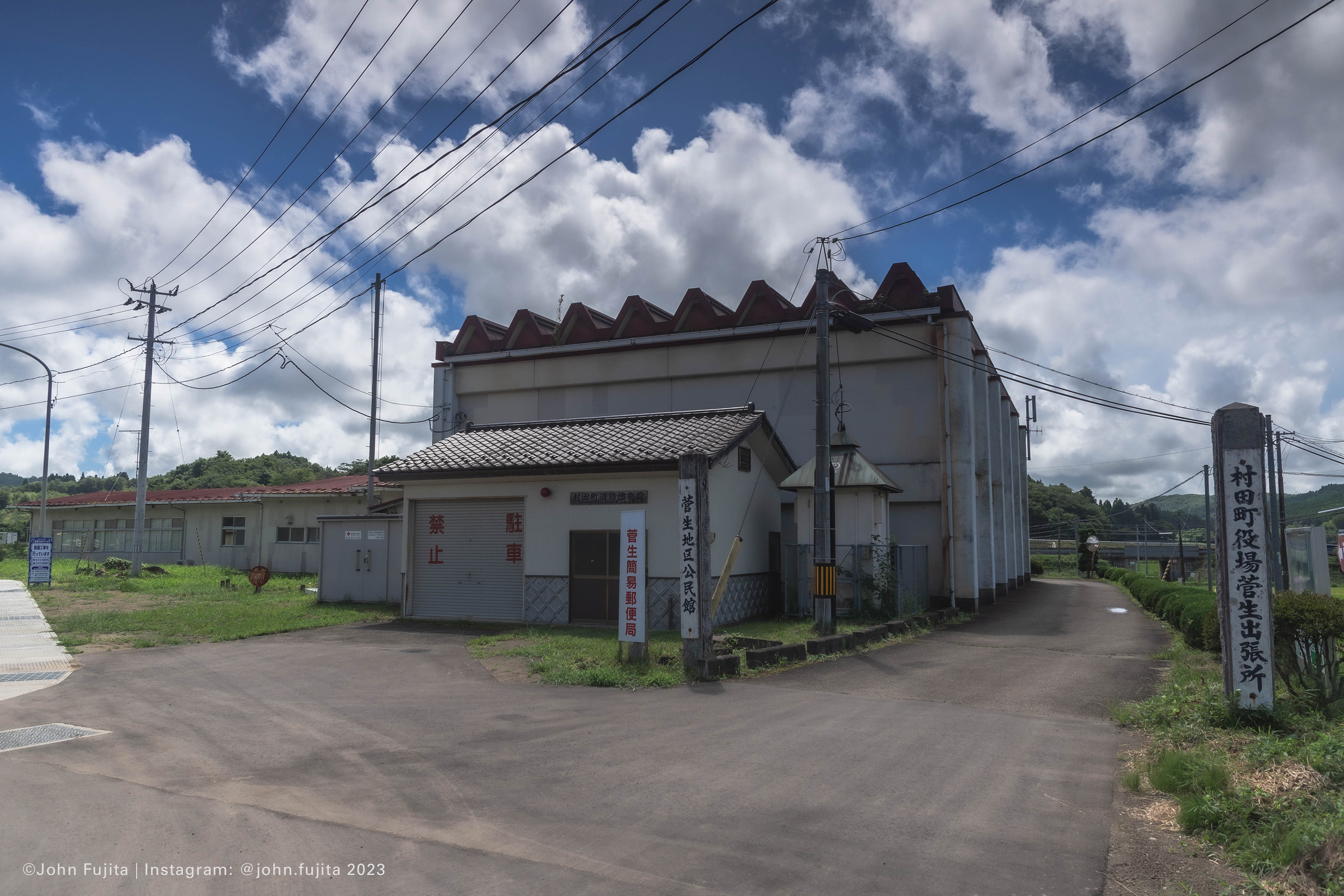
村田町役場菅生出張所・公民館・簡易郵便局

## 交通

### 道路

#### 一般道
- 宮城県道31号線 仙台村田線
- 宮城県道118号線 名取村田線
- 町道菅生姥ヶ懐線

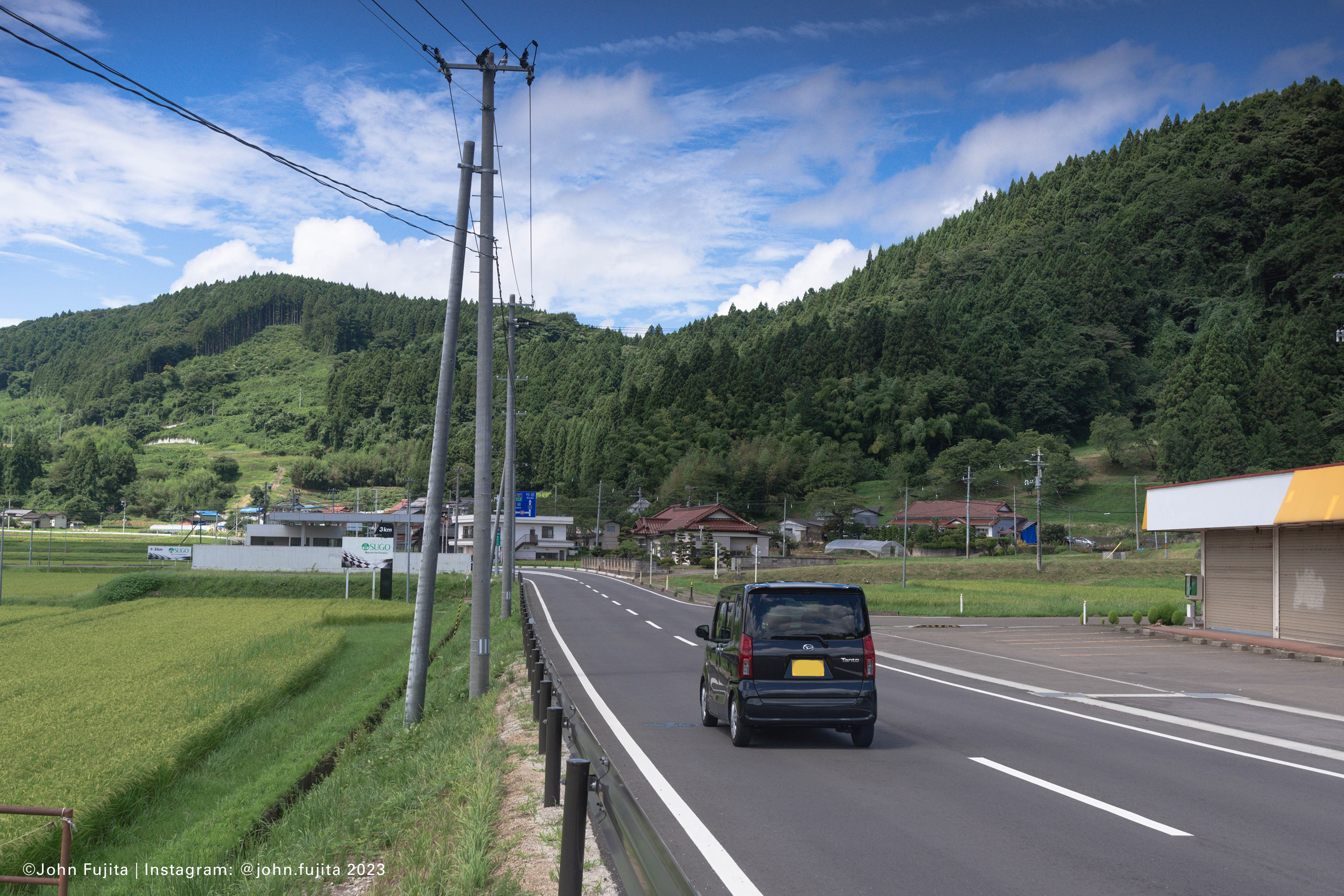
宮城県道31号線 菅生地区の風景
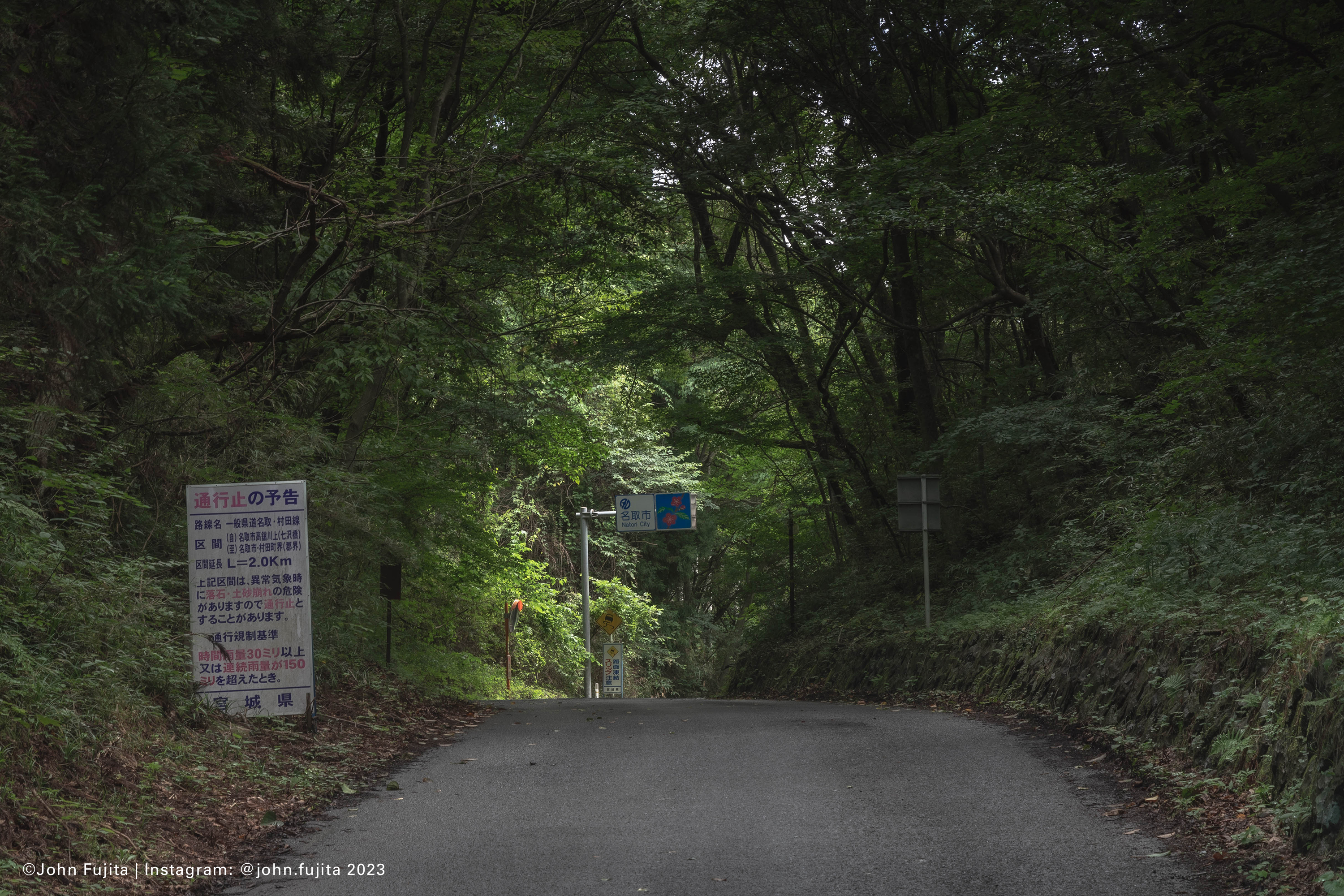
宮城県道118号線 名取高館との境界付近

#### 高速道路
- 東北縦貫自動車道 - 菅生パーキングエリア、菅生スマートインターチェンジ

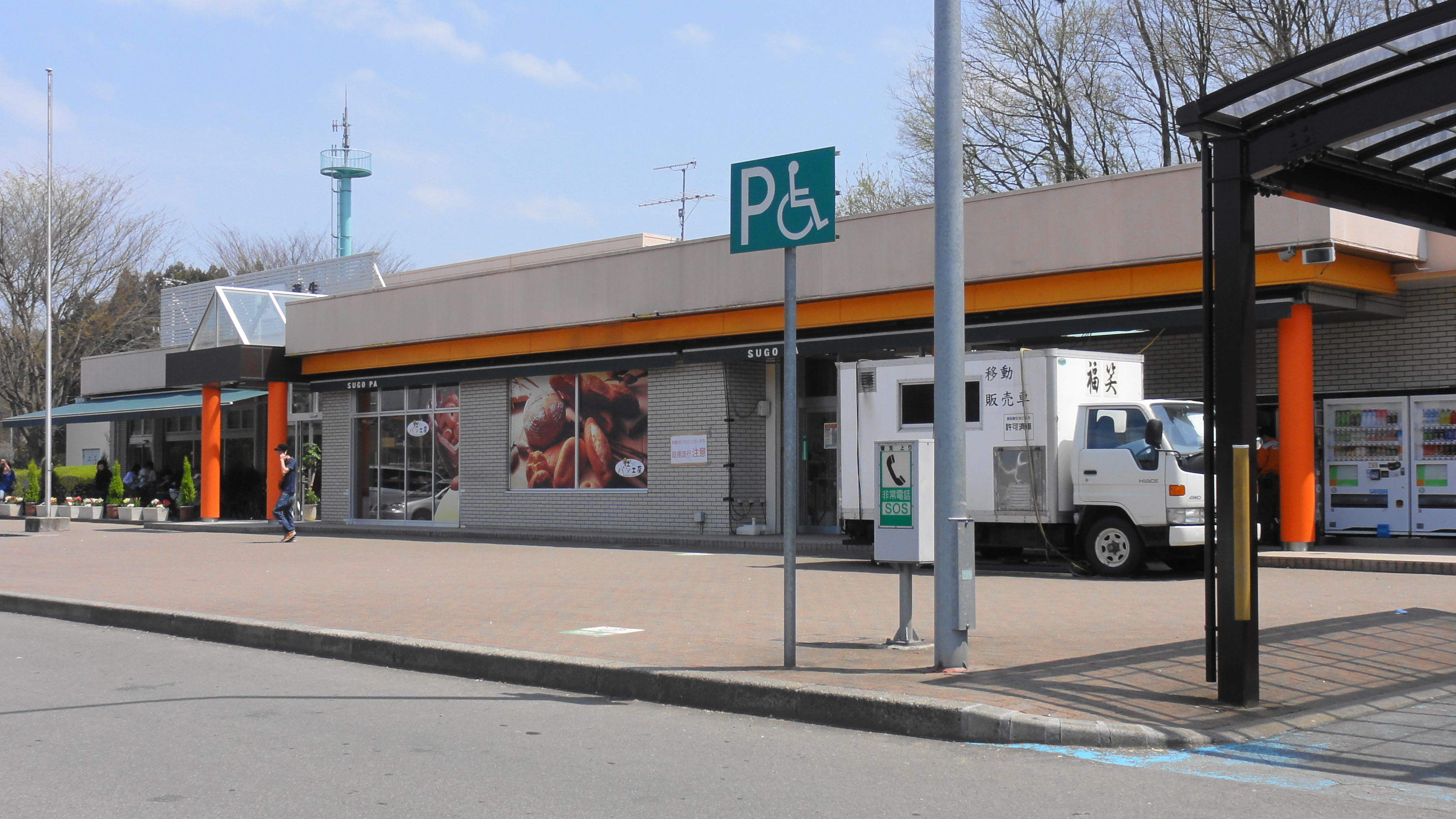
菅生パーキングエリア

### 鉄道
地区内に鉄道は通っていない。
距離的にはJR名取駅が最寄りであるが、交通の便ではJR岩沼駅やJR大河原駅の方が近い。

### バス
当地区には路線バスはない。
2014年まではミヤコーバスが大河原駅・村田町役場と当地区を結ぶ菅生線を運行していた。

### デマンドタクシー
村田町が運営するデマンドタクシーが利用できる。